# 上西晴治
上西 晴治（うえにし はるじ、1925年1月7日 - 2009年11月10日）は、日本の小説家。

## 経歴
北海道十勝郡浦幌町生まれ。浦幌高等小学校卒業後、札幌師範学校附設の小学校准訓導養成所に学び、1941年に卒業して西足寄町の平和国民学校で教員生活に入る。小樽市の北海道青年学校水産教員臨時養成所に学び、1945年3月に卒業して塩谷村立青年学校に勤めるも、すぐに召集される。9月に復員後、増毛町の青年学校・中学校、札幌第四中学校、銭函中学校に勤め、その傍ら札幌文科専門学院夜間部に通う。講師の新間進一の影響を受けて文学熱が上がり、大東文化大学文政学部日本文学科に3年次編入し、1953年に卒業。卒論では有島武郎を選び、岩内町の木田金次郎を訪問する。八木義徳の『漁夫画家』を読んで自らも小説を書き始める。
北海道札幌工業高等学校の国語教師をしながら、八木に師事し創作活動を行い、1964年「玉風の吹く頃」で読売新聞短編小説賞受賞。1977年「オコシップの遺品」で芥川賞候補、「ニシパの歌」で直木賞候補、1980年『コシャマインの末裔』で北海道新聞文学賞受賞、1993年『十勝平野』で伊藤整文学賞受賞。
アイヌ民族をテーマにした作品が多く、寡作な作家であった。

## 著書
- ポロヌイ峠 風濤社 1971
- コシャマインの末裔 筑摩書房 1979.10
- 原野のまつり 河出書房新社 1982.1
- トカプチの神子たち 潮出版社 1982.10
- パウンペと鮭の口合戦 貝原浩画 風涛社 1986.9
- 虹を駈ける羆 風濤社 1987.11
- 十勝平野 筑摩書房 1993.2
- 上西晴治短編全集 ポロヌイ峠 風濤社 2003.11